# Ak Yum
Le Prasat Ak Yum (khmer : ប្រាសាទអកយំ) est un temple dans la région d'Angkor au Cambodge. 
La première structure découverte sur le site est une unique chambre en briques servant certainement de sanctuaire selon les archéologues français. Selon ces derniers, elle fut probablement construite vers la fin du VIIIe siècle. 
Plus tard, le temple a été amélioré et réaménagé en renforçant sa structure sous forme de pyramide dont la base fait environ 100 m2. Cette extension a probablement eu lieu au début du IXe siècle sous le règne du roi Jayavarman II (largement reconnu comme le fondateur de l'Empire khmer). 
Bien que les ruines soient aujourd'hui peu impressionnantes par rapport aux autres de la région d'Angkor, elles restent particulièrement importantes puisqu’elle sont considérées comme un exemple précurseur de la forme architecturale de la « tour temple » (Prasat), devenu par la suite une forme standard de l'architecture khmère.
Lorsque les digues de huit kilomètres de long du réservoir du Baray occidental ont été construites au XIe siècle, Ak Yum fut partiellement ensevelie par la digue sud. L’ensemble du temple a été redécouvert en 1933 sous la direction de l'archéologue Georges Trouvé.